# 上環大笪地

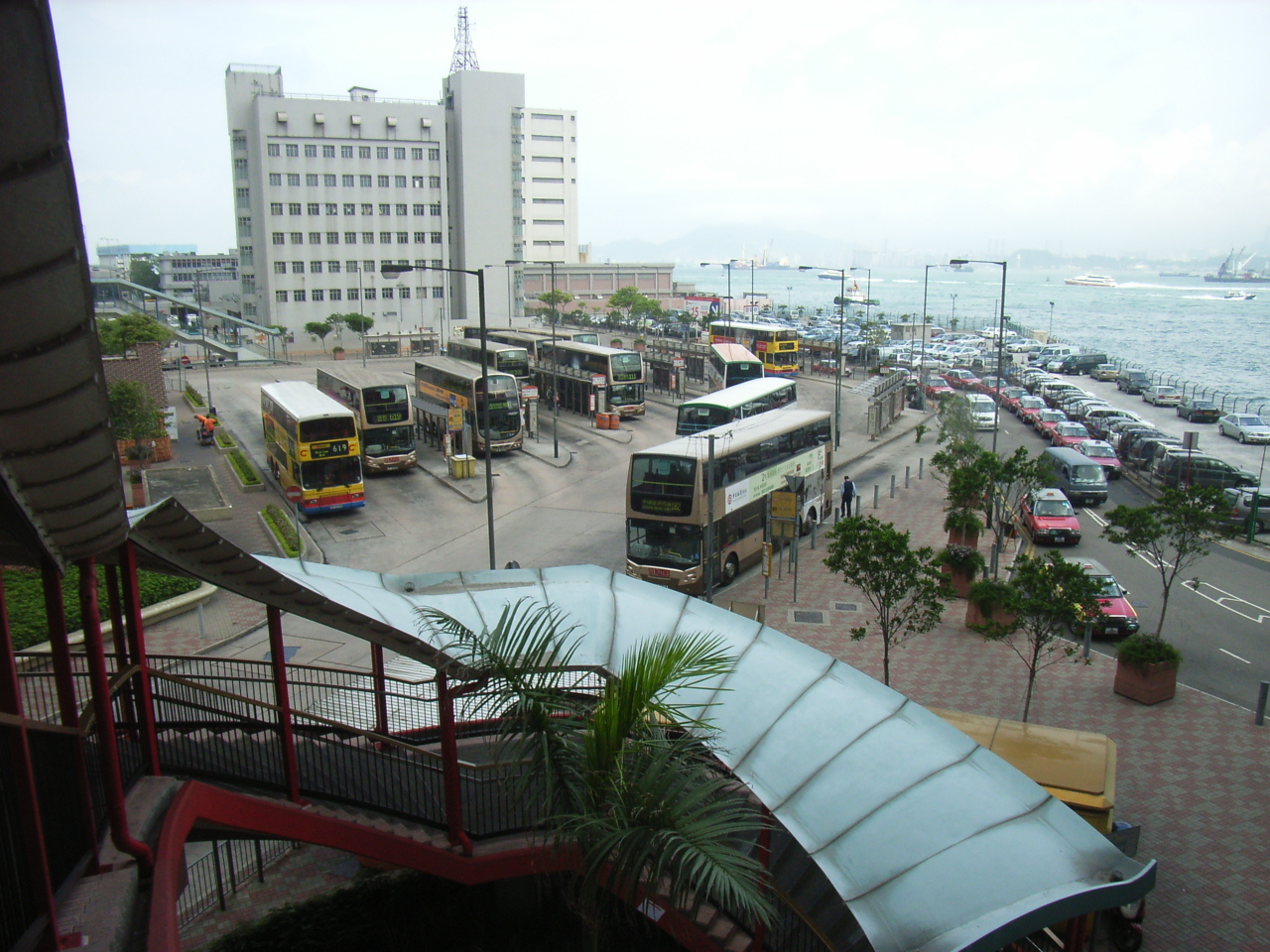
港澳碼頭旁的巴士總站，之前為「大笪地」

上環大笪地是香港大笪地的起源，由1840年代香港開埠初期開始出現，差不多有近150年的歷史，到1990年代才正式被社會淘汰。

## 歷史
1841年，根據《南京條約》，香港島成為英國的殖民地。同年1月，英軍於上環水坑口街一帶登陸，舉行升旗儀式，以表示正式佔領香港，並且於該處建立了一個軍營。其後，該處的軍營遷往了上環尾至西環頭，即大約高陞街至東邊街一帶，因此這個地方現時仍叫做「西營盤」，意思即是「軍營盤地」。軍營搬出後留下一塊有樹木的曠地，吸引附近居民在此歇息，逐漸形成了一個夜市，被稱為「大笪地」或「平民夜總會」。
初時的上環大笪地以江湖賣藝者的表演為主，包括馬鈴薯、畫炭相、木偶戲、耍功夫等，亦有講古佬及醫卜星相的人聚集講故事及占卜，為附近居民提供娛樂。其後該處發展成一個墟市，有著跳蚤市場的特色，售賣廉價的日常用品。往後更發展出大牌檔一類的食肆，當中以避風塘炒蟹、豉椒炒蜆、魚蛋、魷魚、海鮮粥、糖蔥餅、噹噹糖、麥芽糖及炸蘿蔔餅等食品最為著名。
第二次世界大戰後，部份人轉到上環港澳碼頭對開的「新填地」成立另一個大笪地。1970年代，隨著當時香港市政局將舊大笪地土地收回發展荷李活道公園，整個上環大笪地也搬到港澳碼頭一帶。到了1992年，隨著中區填海計劃需要將該地發展成中環（港澳碼頭）巴士總站，加上大笪地已逐漸式微，上環大笪地也正式結束其歷史使命。
在2002年9月，政府重開「上環大笪地」，並成為設有300多個檔位的跳蚤市場。不過攤檔在短短一年時間銳減至只有20多戶，有小商戶更因承辦商拖欠政府半年租金而面臨被逼遷和倒閉，小商戶其後決向當時的財政司司長唐英年求救。立法會議員李卓人批評港府的振興本土經濟計畫「有頭威，無尾陣」。相隔兩年後，到2004年1月政府為推動本土經濟發展而再次重開上環大笪地，不過因承辦商「失蹤」和欠租，其後交由中西區民政事務署接手，但最後商戶亦虧本離場。商戶批評政府價高者得的投標方式存在漏洞，並沒有研究營辦商的背景，也無監管營辦商的經營手法和四度更換管理公司。